# Lucky Starr
Lucky Starr ist der Held der gleichnamigen sechsbändigen Science-Fiction-Romanserie von Isaac Asimov aus den 1950er-Jahren, ursprünglich veröffentlicht unter dem Pseudonym Paul French. Die Hauptzielgruppe der Romane sind Kinder und Jugendliche.

## Lucky Starr
David „Lucky“ Starr ist ein Mitglied des Wissenschaftsrates und handelt meist im Geheimen. Der Wissenschaftsrat ist eine Organisation, die die Erde beschützt und Sonderrechte gegenüber anderen Instanzen (z. B. Militär) hat, aber keine politische Macht anstrebt. Starr ist ein Waisenkind, dessen Eltern bei einem Überfall von Raumpiraten auf dem Weg zur Venus getötet wurden. Er selbst kam nur davon, weil seine Mutter ihn in einer Rettungskapsel von Bord schaffte. Starr wurde von Freunden der Familie, die selbst Mitglied im Wissenschaftsrat sind, aufgezogen. Was dazu führte, dass er auch ebendiese Laufbahn, nach seinem Studium der Biophysik, anstrebte und das jüngste Ratsmitglied wurde.
Bei seinem ersten Einsatz auf dem Mars trifft er mysteriöse Wesen, die im Inneren des Mars als Wesen reiner Energie leben. Niemand von den menschlichen Bewohnern des Mars ahnte, dass der Mars bereits einmal bewohnt war. Von ihnen erhält er eine Maske, mit deren Hilfe er einen Schutzschild um sich herum aufbauen kann und nicht zu erkennen ist – in dieser Verkleidung nennt er sich „Space Ranger“. Im Laufe der Romane wird dieser Schutzschild (und das Alter Ego) jedoch kaum eingesetzt, ebenso treten die Marswesen nicht mehr auf. Im gleichen Einsatz trifft er auch seinen zukünftigen, kleinwüchsigen Begleiter John „Bigman“ Jones, der wegen seiner Größe einen Minderwertigkeitskomplex hat und zu heftigen Wutausbrüchen neigt, wenn ihn jemand darauf anspricht.

## Schauplätze
Die Romane der Lucky-Starr-Serie spielen im Sonnensystem jeweils auf den verschiedenen Planeten (Mars, Venus …). Asimov geht bei jedem Schauplatz auf die Umgebungsbedingungen des Planeten ein, so wie dies zur damaligen Zeit Wissensstand war. So beschreibt er auf der Venus riesige Ozeane und semi-intelligentes Leben darin. Jedoch verzichtet er auf übertriebene Darstellungen und bemüht sich um gemäßigte Beschreibungen. So ist es zwar auf dem Merkur, aufgrund der Nähe zur Sonne, extrem heiß, jedoch findet Lucky keine Seen flüssigen Metalls vor.

## Vergleich mit Captain Future
Es sind Parallelen zu Captain Future ersichtlich. Captain Future ist eine US-Pulp-Serie von Edmond Hamilton, die von 1940 bis 1944 erschien. David Starr und Curtis Newton sind beide Waisen, haben beide väterliche Freunde und benutzen teilweise ein Pseudonym (Captain Future/Weltraumranger), wobei die wahre Identität (Curtis Newton) bei Captain Future nicht geheim ist.
In beiden Romanserien sind die Planeten besiedelt, wobei Isaac Asimov wissenschaftlich realistischer ist als Edmond Hamilton.

## Bibliografie
Die Bibliografie zeigt die Erstausgaben und die deutschen Erstübersetzungen sowie abweichende Titel und Neuübersetzungen.
- 1 Lucky Starr: Space Ranger (1952, auch: David Starr: Space Ranger; auch: Space Ranger, 1973; auch: David Starr, Space Ranger, 1971; auch: David Starr – Space Ranger, 2001)
  - Deutsch: Gift vom Mars. Moewig (Terra #277), 1963. Auch als: Gift vom Mars. Übersetzt von Heinz Zwack. Pabel Terra TB #240, 1974. Auch als: Lucky Starr. Übersetzt von Jens Rösner. Bastei Lübbe Science Fiction Action #21138, 1981, ISBN 3-404-21138-3. Auch als: Lucky Starr, der Weltraum-Ranger. In: Isaac Asimov: Lucky Starr. Übersetzt von Jens Rösner und Ekkehart Reinke. Lübbe (Bastei-Lübbe SF Bestseller #22103), Bergisch Gladbach 1987, ISBN 3-404-22103-6. Auch als: Lucky Starr – Weltraumranger. In: Isaac Asimov: Lucky Starr. Bastei Lübbe Science Fiction #23200, 1998, ISBN 3-404-23200-3.
- 2 Lucky Starr and the Pirates of the Asteroids (1953, auch: Lucky Starr and the Space Pirates; auch: Pirates of the Asteroids, 1973)
  - Deutsch: Flug durch die Sonne. Moewig (Terra #279), 1963. Auch als: Lucky Starr im Asteroidengürtel. Übersetzt von Jens Rösner. Bastei Lübbe Science Fiction Action #21141, 1981, ISBN 3-404-21141-3.
- 3 Lucky Starr and the Oceans of Venus (1954; auch: Oceans of Venus, 1980; auch: The Oceans of Venus, 1983)
  - Deutsch: Im Ozean der Venus. Moewig (Terra #282), 1963. Auch als: Lucky Starr auf der Venus. Übersetzt von Jens Rösner. Bastei Lübbe Science Fiction Action #21143, 1981, ISBN 3-404-21143-X.
- 4 Lucky Starr and the Big Sun of Mercury (1956; auch: The Big Sun of Mercury, 1974)
  - Deutsch: Im Licht der Merkur-Sonne. Moewig (Terra #285), 1963. Auch als: Im Licht der Merkursonne. Übersetzt von Günter Riedmeier. Pabel Terra TB #246, 1974. Auch als: Lucky Starr im Licht der Merkursonne. Übersetzt von Ekkehart Reinke. Bastei Lübbe Science Fiction Action #21145, 1981, ISBN 3-404-21145-6.
- 5 Lucky Starr and the Moons of Jupiter (1957; auch: The Moons of Jupiter, 1974)
  - Deutsch: Auf den Monden des Jupiter. Übersetzt von Heinz Zwack. Moewig (Terra #287), 1963. Auch als: Lucky Starr auf den Jupitermonden. Übersetzt von Ekkehart Reinke. Bastei Lübbe Science Fiction Action #21147, 1982, ISBN 3-404-21147-2.
- 6 Lucky Starr and the Rings of Saturn (1958; auch: The Rings of Saturn, 1974)
  - Deutsch: Die Ringe des Saturn. Moewig (Terra #290), 1963. Auch als: Lucky Starr und die Saturnringe. Übersetzt von Ekkehart Reinke. Bastei Lübbe Science Fiction Action #21149, 1982, ISBN 3-404-21149-9.

Sammelausgaben:
- An Isaac Asimov Double: Space Ranger and Pirates of the Asteroids (Sammelausgabe von 1 und 2; 1972; auch: David Starr, Space Ranger & Lucky Starr and the Pirates of the Asteroids, 1993)
- A Second Asimov Double: The Big Sun of Mercury and The Oceans of Venus (Sammelausgabe von 3 und 4; 1973; auch: Lucky Starr and the Oceans of Venus & Lucky Star and the Big Sun of Mercury, 1993)
- The Third Isaac Asimov Double: The Rings of Saturn, The Moons of Jupiter (Sammelausgabe von 5 und 6; 1973; auch: Lucky Starr and the Moons of Jupiter & Lucky Starr and the Rings of Saturn, 1993)
- The Adventures of Lucky Starr (Sammelausgabe von 1–3; 1985)
- The Further Adventures of Lucky Starr (Sammelausgabe von 4–6; 1985)
- The Complete Adventures of Lucky Starr (Sammelausgabe von 1–6; 2001)
- The Astounding Adventures of Space Ranger Starr, Agent of the Council of Space (Sammelausgabe von 1–6; Sammelausgabe)

Deutsche Sammelausgaben:
- Lucky Starr. Übersetzt von Jens Rösner und Ekkehart Reinke. Lübbe (Bastei-Lübbe SF Bestseller #22103), Bergisch Gladbach 1987, ISBN 3-404-22103-6 (Sammelausgabe von 1–2).
- Lucky Starr. Bastei Lübbe Science Fiction #23200, 1998, ISBN 3-404-23200-3 (Sammelausgabe von 1–6).